# タウ島

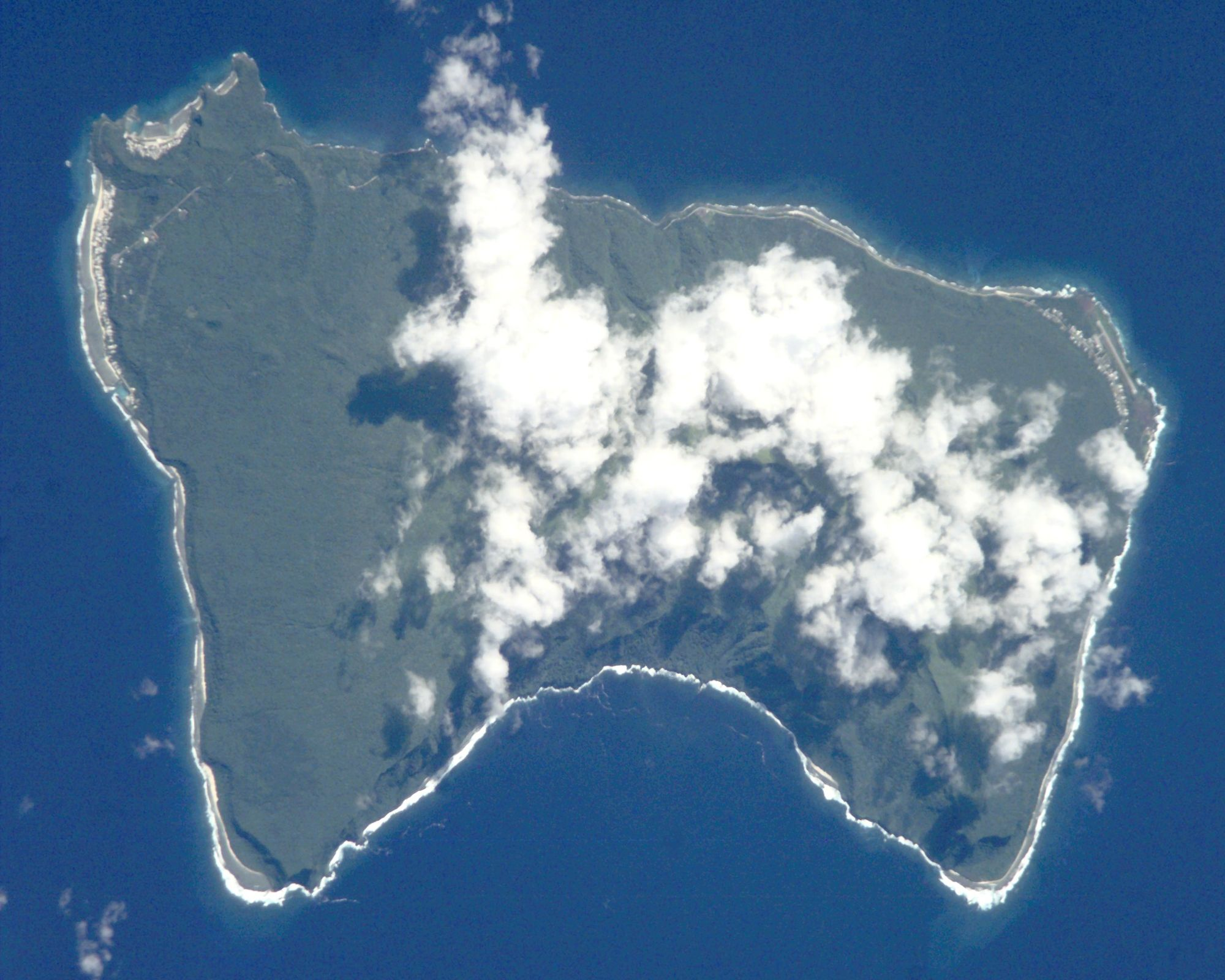
衛星画像

タウ島（タウとう、英語: Tau Island）とは南太平洋はアメリカ領サモアのマヌア諸島にある島。
山がちな火山島であり、最高峰がラタ山（995m）である。島の周囲は断崖が多いが、綺麗なビーチもあり、空港もある。
タウ島はかつて、ポリネシアの政治の中心でもあり、その時の王であるツイ・マヌアの墓が今もタウ島に残っている。
面積約44km2、タウ島で一番大きな町はアモウリ。